# Höllenbrand
Höllenbrand este o arie protejată (arie de protecție specială avifaunistică — SPA) din Germania întinsă pe o suprafață de 600 ha, integral pe uscat.

## Localizare
Centrul sitului Höllenbrand este situat la coordonatele 49°42′38″N 8°13′24″E / 49.7106°N 8.2233°E.

## Înființare
Situl Höllenbrand a fost declarat arie de protecție specială avifaunistică în februarie 2008 pentru a proteja 2 specii de animale.

## Biodiversitate
Situată în ecoregiunea continentală, aria protejată nu include niciun habitat protejat.
La baza desemnării sitului se află mai multe specii protejate de  păsări (2): sfrâncioc roșiatic (Lanius collurio), pietrar sur (Oenanthe oenanthe).